# اریک امرسون
اریک امرسون (انگلیسی: Eric Emerson؛ ۲۳ ژوئن ۱۹۴۵ – ۲۸ مهٔ ۱۹۷۵) یک هنرپیشه اهل ایالات متحده آمریکا بود.